# Anafilaxia
Anafilaxia é uma reação alérgica grave e de rápida progressão que pode provocar a morte. Geralmente causa um ou mais dos seguintes sintomas: eritema pruriginoso, inflamação da garganta ou da língua, falta de ar, vómitos, atordoamento e diminuição da pressão arterial e ate morte. Os sintomas geralmente manifestam-se no prazo de minutos ou horas.
Entre as causas mais comuns estão picadas e mordeduras de insetos e determinados alimentos ou medicamentos. Entre outras possíveis causas estão o exercício físico e a exposição ao látex, sendo possível que ocorram casos sem uma razão aparente. O mecanismo envolve a libertação de mediadores a partir de determinados tipos de leucócitos, desencadeada por mecanismos quer imunitários, quer não imunitários. O diagnóstico tem por base os sinais e sintomas apresentados após a exposição ao potencial alergénio.
O principal tratamento da anafilaxia é a injeção intramuscular de adrenalina, administração de soro e deitar a pessoa em posição horizontal. Podem ser necessárias doses adicionais de adrenalina. Outras medidas, como a administração de anti-histamínicos e corticosteroides, são complementares. Para pessoas com historial de anafilaxia, geralmente recomenda-se que transportem consigo um autoinjetor de adrenalina e identificação relativa à condição.
Estima-se que entre 0,05% a 2% da população mundial tenha experienciado anafilaxia em determinado momento da vida. A prevalência aparenta estar a aumentar. Ocorre com maior frequência em jovens e mulheres. Nos Estados Unidos, cerca de 0,3% das pessoas que se dirigem a um hospital com um choque anafilático morrem.

## Sintomas
Os sintomas da anafilaxia geralmente ocorrem dentro de minutos de exposição a um alérgeno. O ponto entre a exposição e o nível de sensibilidade ao alérgeno que marca  a potência e o intervalo de tempo para desencadear a reação alérgica. 
Os sintomas podem incluir estresse respiratório, hipotensão (baixa pressão sanguínea), síncope (desmaio), coma, urticária, angioedema (inchaço da face, pescoço e garganta) e coceira. Os sintomas estão relacionados à ação da imunoglobulina e da anafilatoxina, que agem para liberar histamina e outras substâncias mediadoras de degranulação. A histamina induz à vasodilatação e a broncoespasmo (constrição das vias aéreas), entre outros efeitos.

## Causas
Os agentes causadores mais comuns são:
- Comidas (exemplos: nozes, amendoim, sementes de girassol, peixes, trigos e frutos do mar em geral, leite e ovos);
- Medicamentos (exemplos: penicilina, AAS e similares como ibuprofeno e diclofenaco);
- Látex;
- Picadas de insetos da ordem Hymenoptera (como abelha, vespa e também algumas formigas);
- Exercícios físicos;
- Transfusão e seus derivados, com incompatibilidade podem causar um quadro clínico semelhante.
- O alumínio pode provocar alergias e/ou hipersensibilidade posterior à vacinação e/ou dessensibilização de pacientes.[10]

## Tratamento
O chamado choque anafilático é uma emergência médica em que há risco de morte, por causa da rápida constrição das vias aéreas, que muitas vezes ocorre em questão de minutos após o início do quadro. Buscar ajuda médica imediata pode salvar preciosos minutos. Os primeiros socorros adequados ao choque anafilático consistem em obter cuidado médico avançado imediatamente.
A ventilação assistida (uma habilidade que é parte dos procedimentos de ressuscitação cardiopulmonar) é frequentemente ineficaz, mas deve ser tentada se a vítima parar de respirar. Pode ser que o paciente tenha tido um episódio anterior, pelo que deve ser checado se ele está com um recipiente com epinefrina (adrenalina) para ser administrado por um leigo. A administração repetitiva de epinefrina só é perigosa se feita em rápida sucessão.
A frequência cardíaca pode causar taquicardia, e eventualmente assim será indicada, por representar um risco menor ao paciente.
Tratamento médico deve incluir a injeção de epinefrina intramuscular, anti-histamínicos e corticosteroides se necessário, administração de oxigênio caso necessidade e até entubação orotraqueal durante o transporte até um hospital. Se há angioedema profuso, uma traqueostomia de emergência pode ser requerida para manter a oxigenação.
O tratamento clínico da anafilaxia por um médico e no hospital objetiva tratar a reação de hipersensibilidade, tanto quanto os sintomas.
Drogas antihistamínicas (que inibem os efeitos da histamina nos receptores desta substância) são frequentemente requeridas. A hipotensão é tratada com fluidos intravenosos e às vezes com drogas vasoconstritoras.
Para o broncoespasmo, drogas broncodilatadoras são utilizadas.
Em casos graves, tratamento imediato com epinefrina é essencial para salvar a vida do paciente. Cuidados de suporte com ventilação mecânica também podem ser requeridos imediatamente.